# The Room Where It Happened
The Room Where It Happened di John Bolton è un libro di memorie pubblicato il 23 giugno 2020.
Il 16 giugno 2020, l'amministrazione Trump ha cercato di bloccare la pubblicazione del libro. Il 21 giugno alcune copie piratate del libro sono apparse online. Il Dipartimento della giustizia degli Stati Uniti d'America si è lamentato del fatto che la sicurezza nazionale era a rischio, poiché Bolton aveva violato gli accordi firmati sulla riservatezza del suo lavoro durante il suo mandato alla Casa Bianca.